# Actias selene
 Actias selene là một loài bướm đêm trong chi Actias thuộc họ Saturniidae. Loài bướm đêm này sinh sống ở châu Á. Chúng chủ yếu bay vào ban đêm.